# Justice pour un innocent
Pour les articles homonymes, voir Innocent.
Pour plus de détails, voir Fiche technique et Distribution.

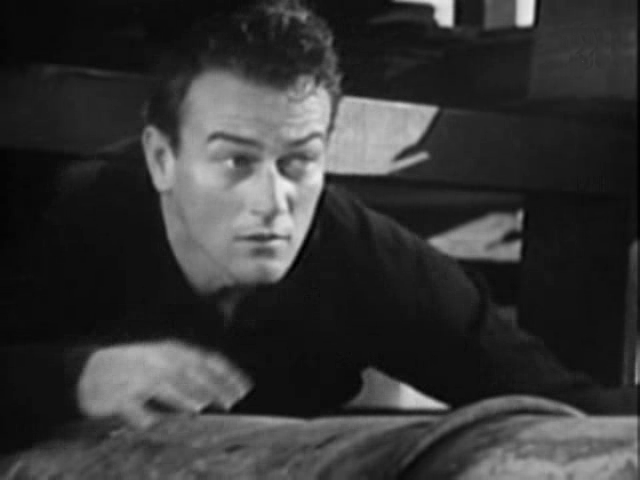
John Wayne qui s'évade dans le film

Justice pour un innocent ou Une sale amitié (Sagebrush Trail) est un western américain réalisé par Armand Schaefer sorti en 1933.

## Synopsis
John Brant est condamné pour un meurtre qu'il n'a pas commis. Il parvient à échapper aux forces de l'ordre sous les yeux de Bob Jones, un hors-la-loi. Impressionné par John, Bob lui propose d'intégrer le gang dont il fait partie. Désireux de retrouver le coupable du crime pour lequel il est poursuivi, John accepte de rentrer dans le milieu, sous le nom de John Smith.
Le chef du groupe de bandits est méfiant quant à la recrue amenée par Bob. Il consent tout de même à l'engager comme cuisinier. Les suspicions des malfrats concernant John s'intensifient lorsque le hold-up d'une diligence échoue : l'argent a déjà été volé avant l'embuscade tendue par les gredins, tandis que John est justement absent lors de ce raid. Mais John et Bob s'étant très vite liés d'amitié, ce dernier le défend au sein du groupe. Subséquemment, John apprend que Bob est l'auteur du meurtre pour lequel sa tête est mise à prix. Il est prêt à se venger mais y renonce car il se rend compte que Bob n'est pas au courant que quelqu'un a écopé à sa place. Aussi, leur amitié est mise en péril par Sally Blake, à qui tous les deux font la cour. Lorsque la jalousie l'emporte, Bob décide d'évincer son ami de la course en convainquant le gang que John est bel et bien un traitre. Mais Sally le raisonne en lui apprenant que John est poursuivi pour son crime, et que par amitié il ne dénonce pas Bob. Bob part alors sauver John des brigands qui sont prêts à l'attraper. Lors du combat, Bob est blessé et, mourant, il admet devant le shérif être l'auteur du meurtre.

## Fiche technique
- Titre : Justice pour un innocent ou Une sale amitié
- Titre original : Sagebrush Trail
- Réalisateur : Armand Schaefer
- Scénariste : Lindsey Parson
- Directeur de la photographie : Archie Stout
- Directeur technique : E. R. Hickson
- Chef-opérateur du son : John A. Stransky Jr.
- Montage : Carl Pierson
- Producteur : Paul Malvern
- Société de production : Lone Star Productions
- Distribution : Monogram Pictures
- Pays :  États-Unis
- Langue : anglais
- Format : Noir et blanc - 1,37:1 - 35 mm - Mono
- Genre : Western
- Durée : 54 minutes
- Date de sortie : 15 décembre 1933

## Distribution
- John Wayne : John Brant alias John Smith
- Nancy Shubert : Sally Blake
- Lane Chandler : Joseph Conlon alias Bob Jones
- Yakima Canutt : le chef des bandits
- Henry Hall : le père Blake
- Wally Wales : le deputy sheriff
- Art Mix : un bandit
- Bob Burns : le shérif